# Olympique de Marsella Femenino
El Olympique de Marseille Féminin (Conocido como: Olympique de Marseille, Marseille, o solo l'OM) es un club de fútbol femenino de la ciudad de Marsella, Francia. Compite en la Première Ligue desde la temporada 2025-26 y es la rama femenina del Olympique de Marsella desde 2011.

## Historia
El Olympique de Marsella ya tenía una sección femenina en los años 1920´, siendo uno de los pioneros en ese tiempo. El equipo desapareció en los años 1930, aunque regresó en 1970 y compitió en la liga femenina. En 1979 alcanzó las semifinales, pero en 1983 descendió de categoría y tres años después el club fue disuelto.
El Marsella refundó su sección femenina por tercera vez en la temporada 2011-12. Alcanzó la segunda división en 2014-15 y regresó a la Division 1 en 2016-17, donde logró el cuarto lugar de la clasificación en su primera temporada.